# Fouad Twal
 (octobre 2020).
Fouad Twal (arabe : فؤاد طوال), né le 23 octobre 1940 dans une tribu chrétienne bédouine à Madaba en Jordanie, est un ecclésiastique catholique jordanien. Il a été patriarche latin de Jérusalem entre juin 2008 et juin 2016, il est depuis patriarche émérite de Jérusalem.

## Biographie

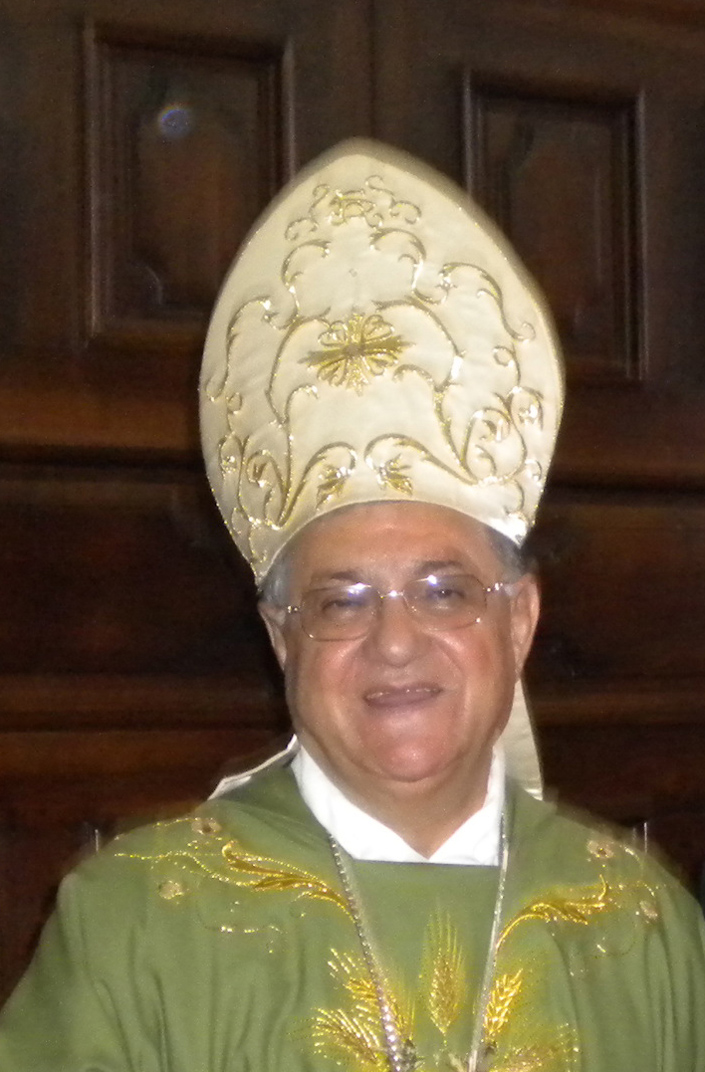
Fouad Twal, dans la sacristie de la paroisse de Codogno en Italie, 2009

Fouad Boutros Ibrahim Twal naît le 23 octobre 1940 à Madaba en Jordanie. Entré au séminaire de Beit Jala en 1959, il est ordonné prêtre le 29 juin 1966. Vicaire puis curé dans le diocèse patriarcal, il débute en 1972 ses études de droit canon à l’université du Latran à Rome.
Devenu docteur en droit, il entre au service diplomatique du Saint-Siège en 1977. Jusqu’en 1992, il travaille successivement au Honduras, à Rome, au Caire, à Berlin et à Lima. Le 30 mai 1992, il est nommé prélat, puis évêque de Tunis. Ordonné évêque le 22 juillet de la même année, il est promu évêque de Tunis en 1995.
En septembre 2005, Sa Sainteté le pape Benoît XVI le nomme archevêque coadjuteur du patriarche latin de Jérusalem. Il succède à Michel Sabbah le 21 juin 2008, étant ainsi le deuxième arabe à devenir patriarche latin de Jérusalem. Dans cette fonction, il était également le président de Caritas Jérusalem.
Le 24 juin 2016, le pape François accepte sa démission pour limite d'âge et nomme Pierbattista Pizzaballa comme administrateur apostolique sede vacante.

### Curriculum vitæ
- 1975 : il est licencié en Droit canon.
- 1976 : il obtient son doctorat en droit canon avec une thèse sur le droit traditionnel bédouin.
- 1977 : il entre au service diplomatique du Saint-Siège.
- 1978 : il est nommé chargé d'affaires à la nonciature du Honduras.
- 1982 : il est nommé au Conseil pour les Affaires politiques de la Secrétairerie d'État.
- 1985 : il est premier secrétaire à la nonciature d'Égypte (Le Caire).
- 1988 : il est conseiller de nonciature en Allemagne (Berlin).
- 1990 : il est conseiller de nonciature au Pérou (Lima).
- 30 mai 1992 : il est nommé évêque-prélat de Tunis.
- 31 mai 1995 : il est promu archevêque-évêque de Tunis à la suite de l'élévation de la prélature territoriale de Tunis en évêché.
- 2003 : il est nommé président de la Conférence des évêques de la région Nord de l'Afrique (CERNA).
- 8 septembre 2005 : le pape Benoît XVI le nomme archevêque coadjuteur du patriarche latin de Jérusalem.
- 14 mars 2006 : il est élu président de l'Université de Bethléem.
- 29 janvier 2007 : il est nommé membre du Conseil pontifical pour le dialogue interreligieux.
- 21 juin 2008 : il succède à S.B. Michel Sabbah comme Patriarche de Jérusalem des Latins.
- 8 mars 2009 : nommé membre de la Congrégation pour les Églises orientales.
- 10 septembre 2009 : nommé membre du Conseil pontifical pour la famille.

### Armoiries et devise épiscopale
« Paratum cor meum » (« Mon cœur est prêt »)
« Paratum cor meum » est une citation de la Vulgate (version en latin de la Bible) que l’on trouve au verset 8 du psaume 57 (56) et au verset 2 du psaume 108 (107).

### Vicaires patriarcaux
Pour mener à bien la mission qui lui a été confiée, le Patriarche est assisté de cinq vicaires :
- Selim Sayyegh (Jordanie)
- Giacinto Boulos Marcuzzo (Israël)
- William Shomali (Jérusalem et Territoires palestiniens)
- David Neuhaus SJ (Vicariat hébréophone)
- Evenzio Herrera Diaz OFM (Chypre)

## Décorations
- Chevalier grand-croix de l'ordre de l'Étoile d'Italie (2 mai 2012)
- Grand officier de la Légion d'honneur (2 juillet 2013)[3].
- Grand-croix de l'ordre du Mérite du Portugal (10 mai 2014)[4].